# Silver River Flume
Silver River Flume és una atracció aquàtica del tipus Flume (popularment coneguda com Els Troncs) instal·lada al parc d'atraccions PortAventura Park, a Salou. Consisteix en un viatge en tronc per una canal que simula una serradora sobre el riu Colorado.

## Inicis
L'atracció es va inaugurar el 1995, amb l'obertura del parc. Al principi, estava planejat anomenar l'atracció "Colorado Shoots".

## Descripció

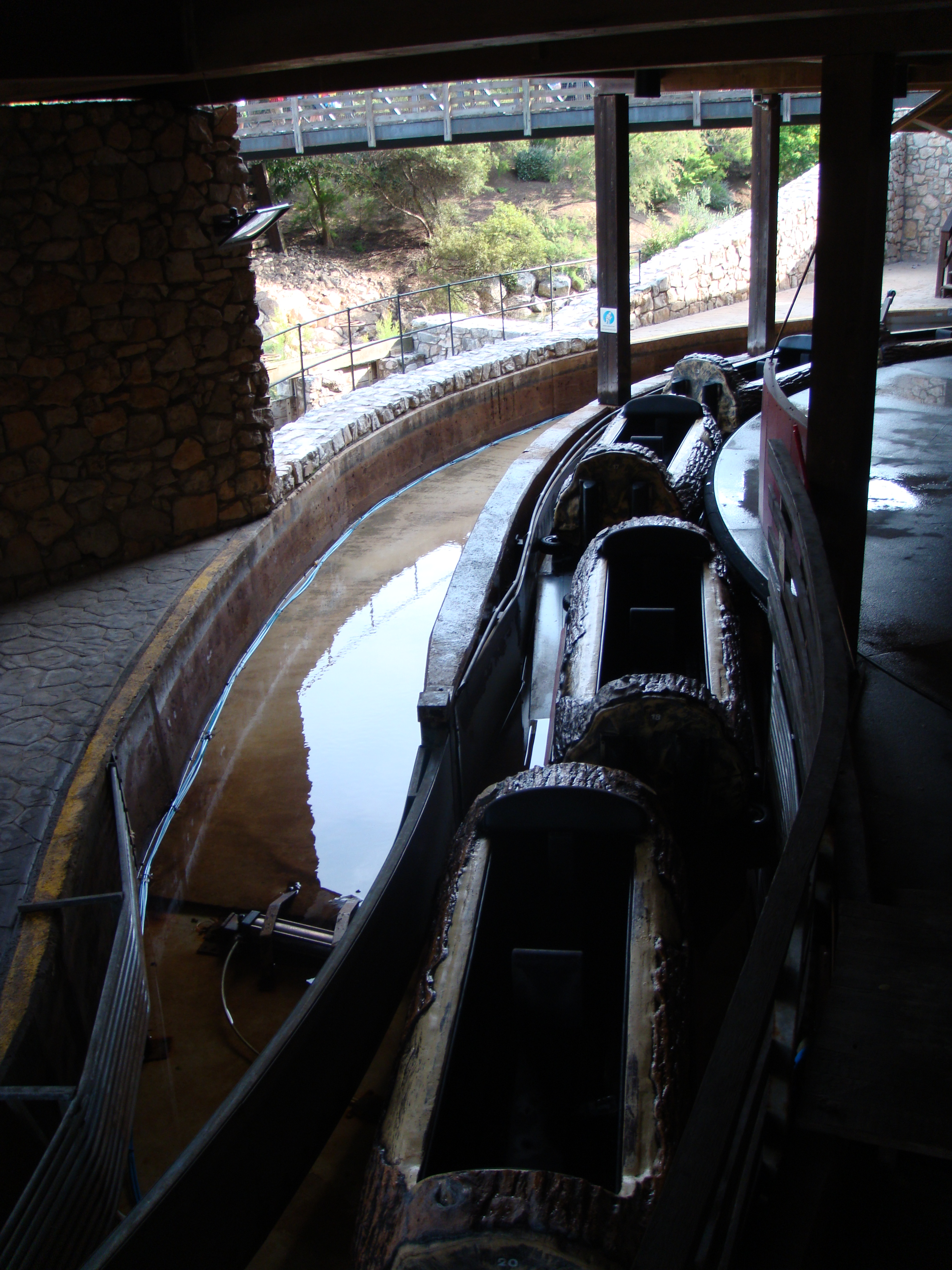
Troncs del Silver River Flume

Els "troncs" poden allotjar fins a 5 passatgers. Existeix un mecanisme giratori que fa que els vehicles continuïn girant constantment, i els passatgers han de pujar a aquest en marxa (a baixa velocitat), és semblant al sistema del Grand Canyon Rapids. Degut a la seva alçada, l'atracció ofereix una panoràmica quasi total del parc i, durant el recorregut s'entrellaça amb l'atracció El Diablo (Tren de la Mina).

## Argument
Corre l'any 1875 a la serradora de Penitence. L'empresa "The Silver River Milling & Lumber Co" es veu obligada a transportar els seus troncs a través del riu degut al seu gran pes. La travessa està plagada de ràpids descensos i alts i baixos. Potser alguns valents s'atreveixen a muntar-se en els troncs i desafiar aquests perills?

## Tematització
L'edifici de la cua simula amb total exactitud la serradora, antigament a causa del seu pes els troncs havien de ser traslladats pels rius fins a la mateixa. Podràs veure alguns troncs tallats i una roda que mou part del mecanisme.
Aquesta serradora és propietat de l'empresa "The Silver River Milling & Lumber Co." i un dels seus eslògans que poden llegir-se a la façana: "Les taules més rectes del món".

## El Recorregut
El recorregut és considerablement llarg, sobrepassant els 6 minuts. L'atracció compta amb tres pujades i tres baixades, essent l'última de totes la més alta.

## Fitxa

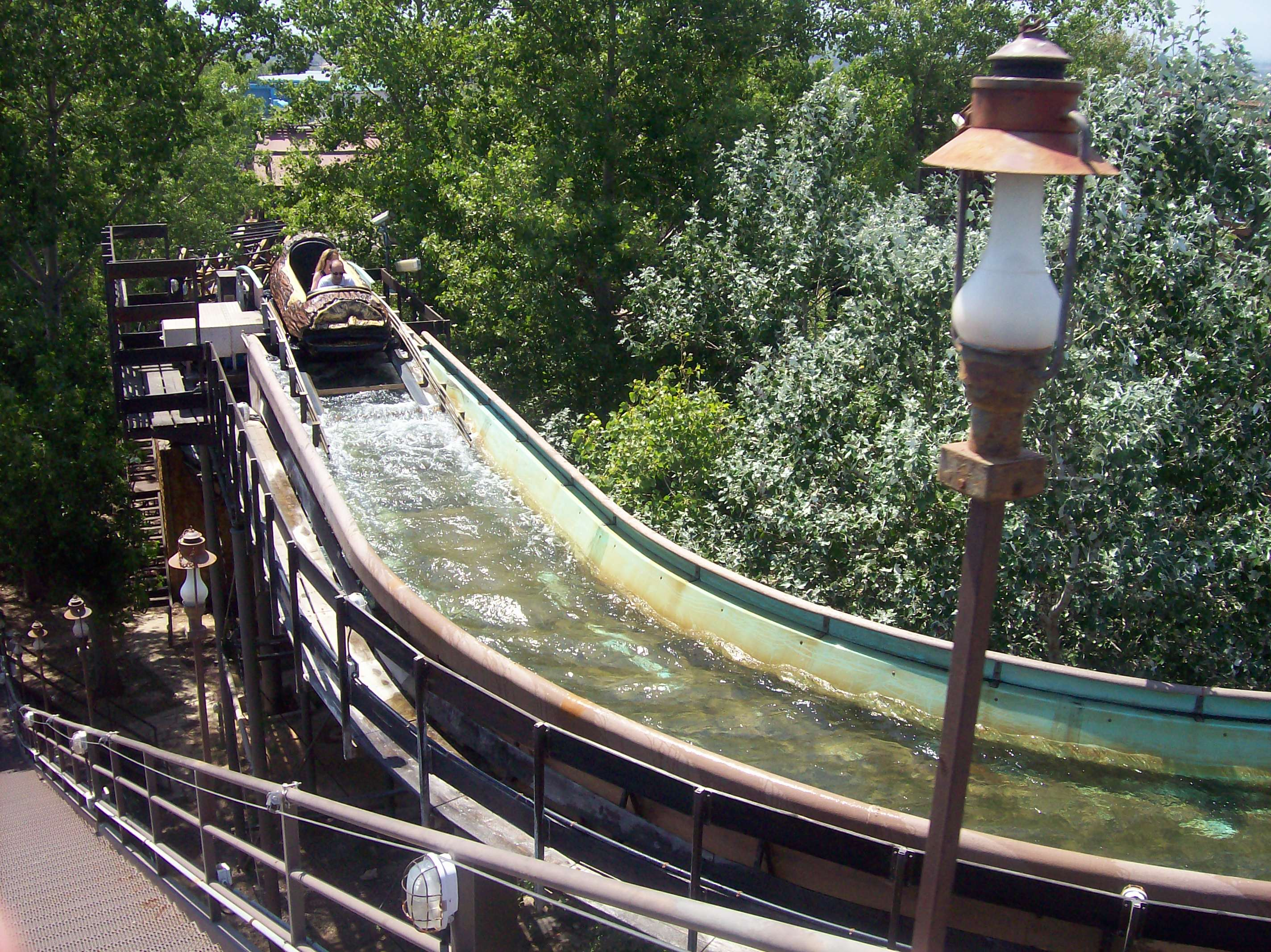
Vista del recorregut.

| Data d'inauguració           | 1 de maig de 1995.                            |
| Zona del Parc                | Far West                                      |
| Tipus                        | Flume                                         |
| Diseny                       | Mack Rides                                    |
| Tematizació                  | Antiga serradora                              |
| Estat actual                 | Oberta                                        |
| Alçada màxima                | 16 m                                          |
| Longitud del recorregut      | 689 m                                         |
| Duració del recorregut       | 6 minuts 30 segons                            |
| Velocitat màxima             | 55 km/h                                       |
| Nº màxim de trens simultanis | 12 aprox.                                     |
| Capacitat per tronc          | 5 persones                                    |
| Volum de passatgers          | 1500 persones /h                              |
| Foto/Vídeo On Ride           | Sí/No                                         |
| Servei de Cua Express        | Sí                                            |
| Altura Mín. i Màx            | 1 m / No (D'1m a 1,4m han d'anar acompanyats) |
| Accés amb mobilitat reduïda  | Sí                                            |
| Cost                         | 1.000.000                                     |

## Galeria de fotos

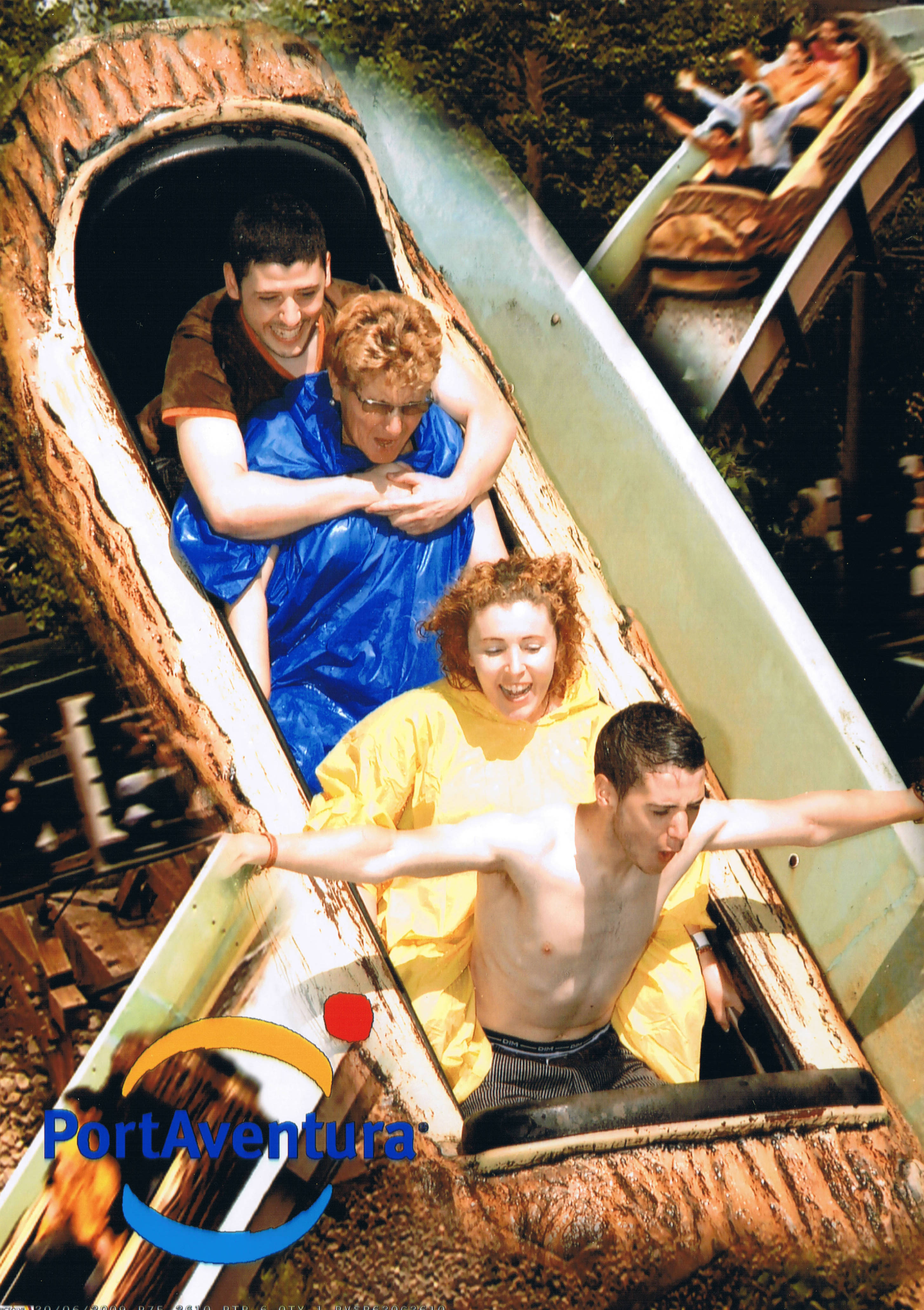
Photo onride.

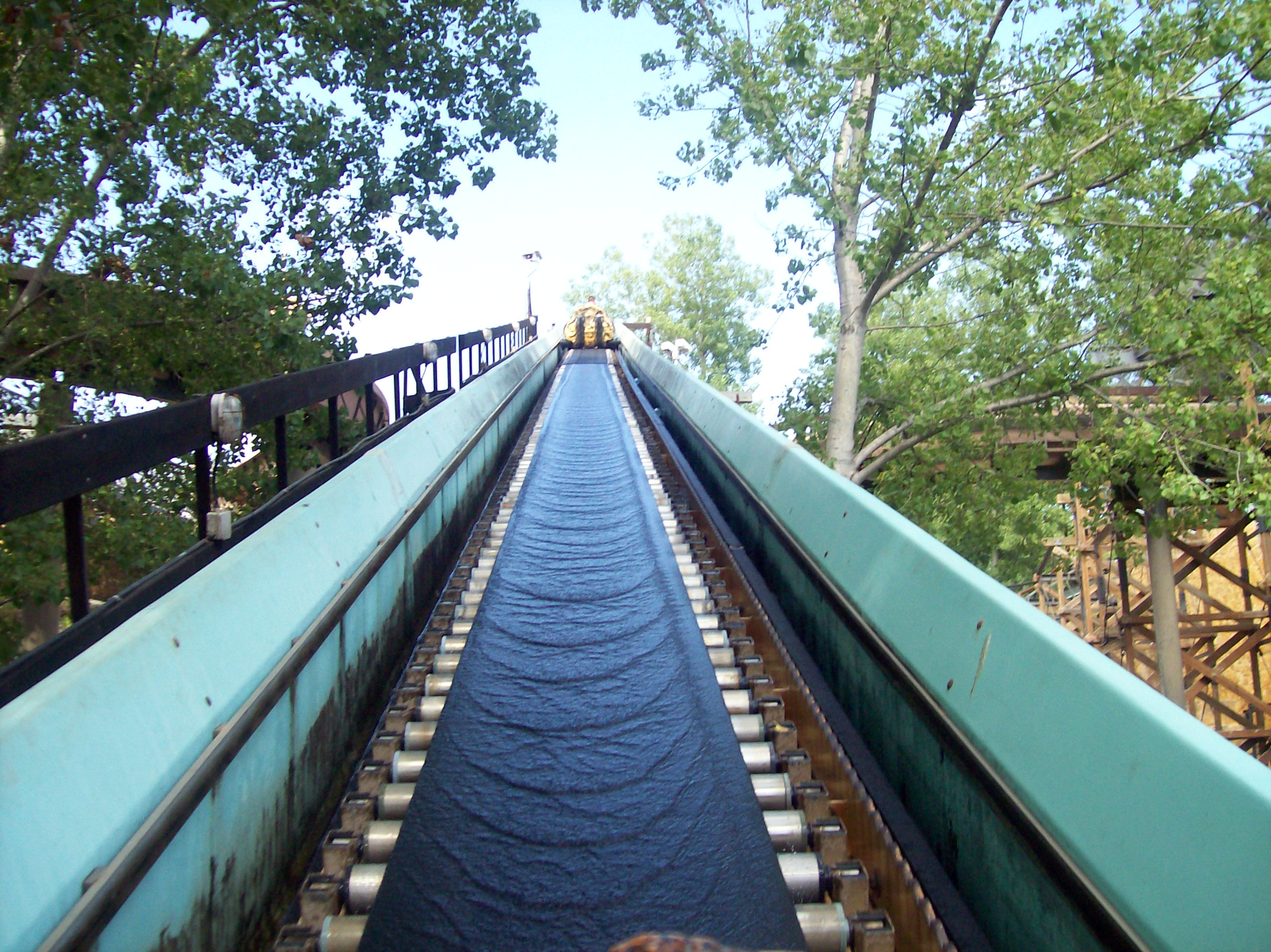
Pujada pel Silver River Flume
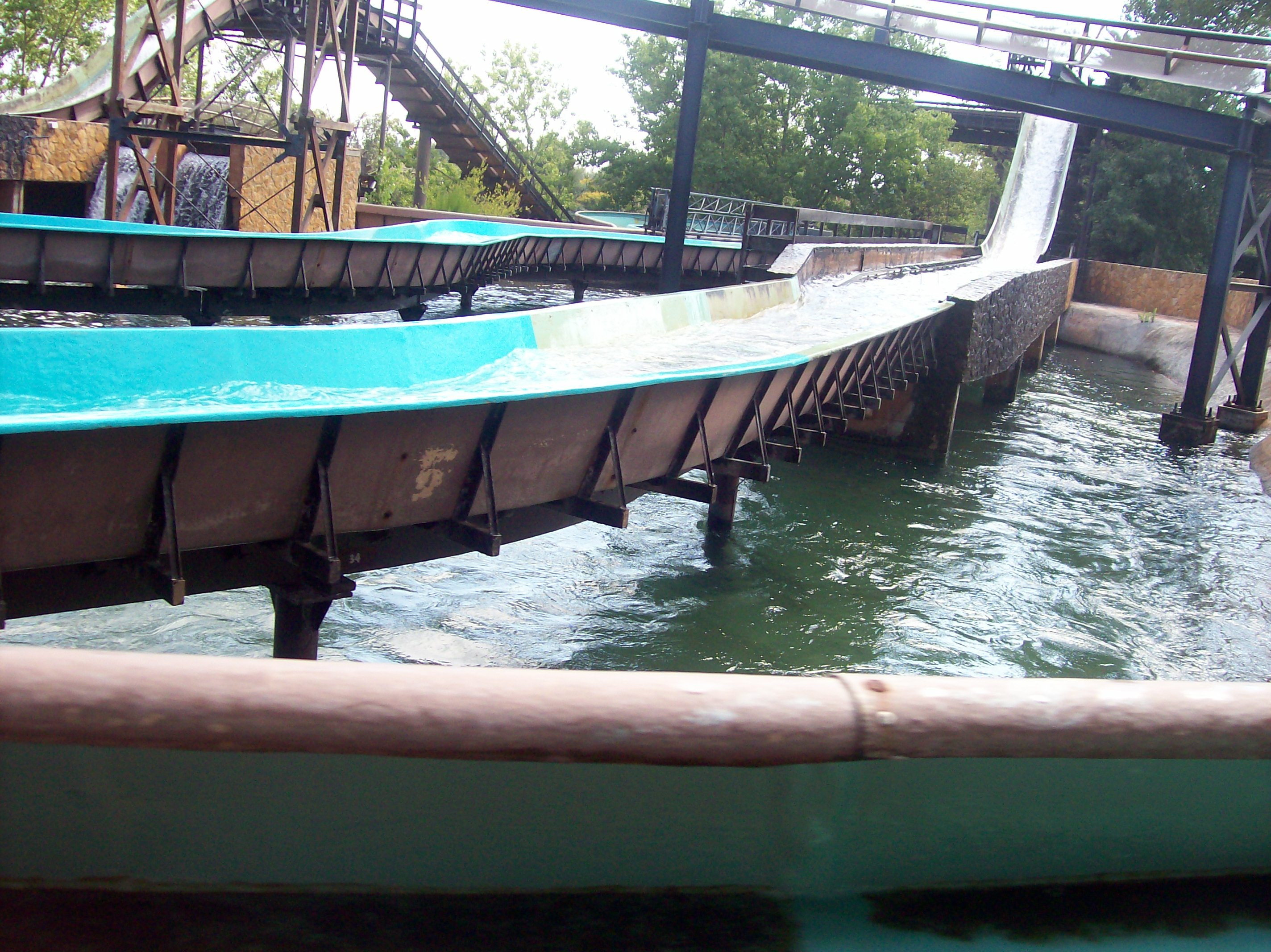
Via per la que van els troncs.
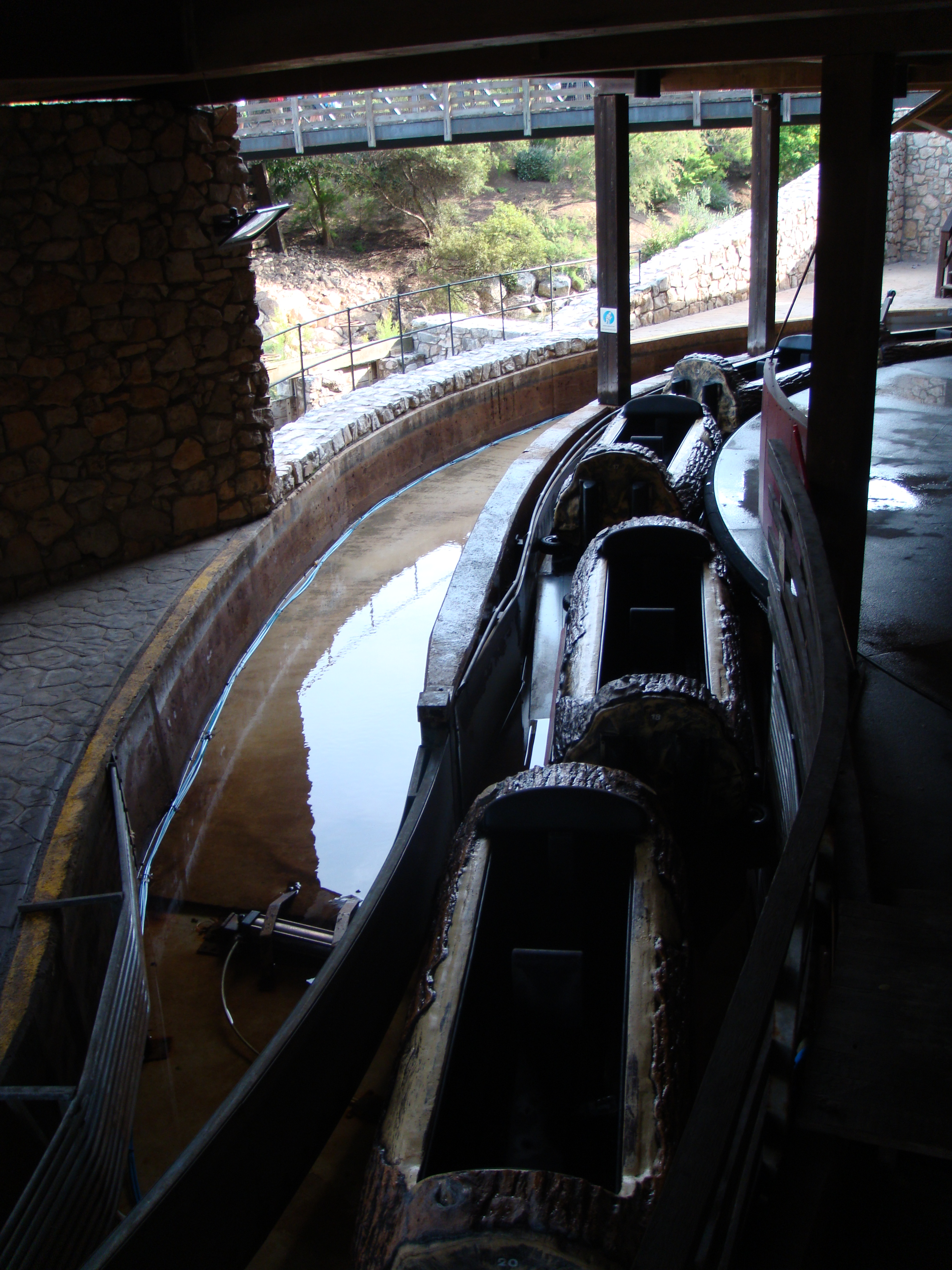
Troncs parats a la sortida de l'atracció.
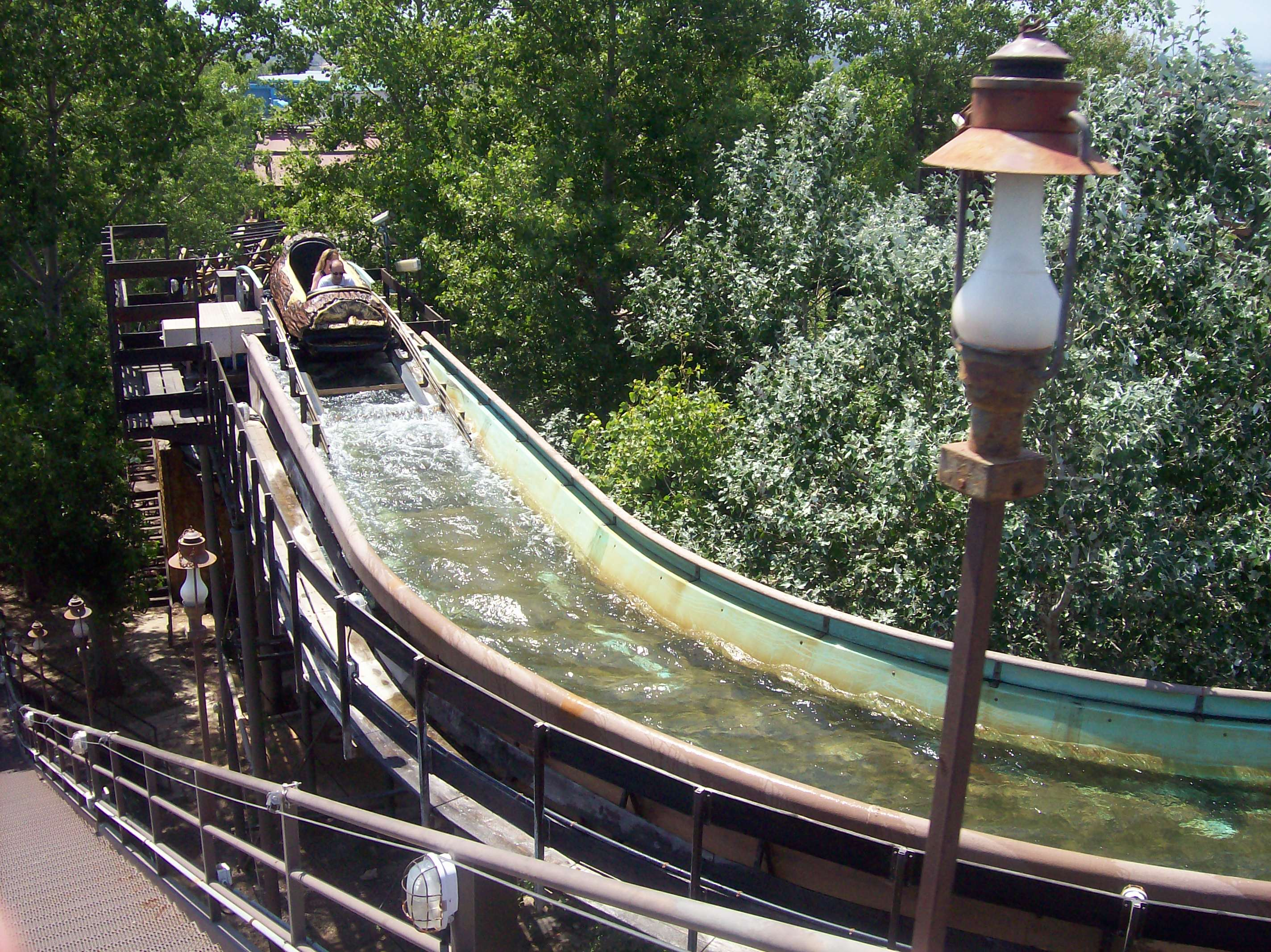
Part del recorregut
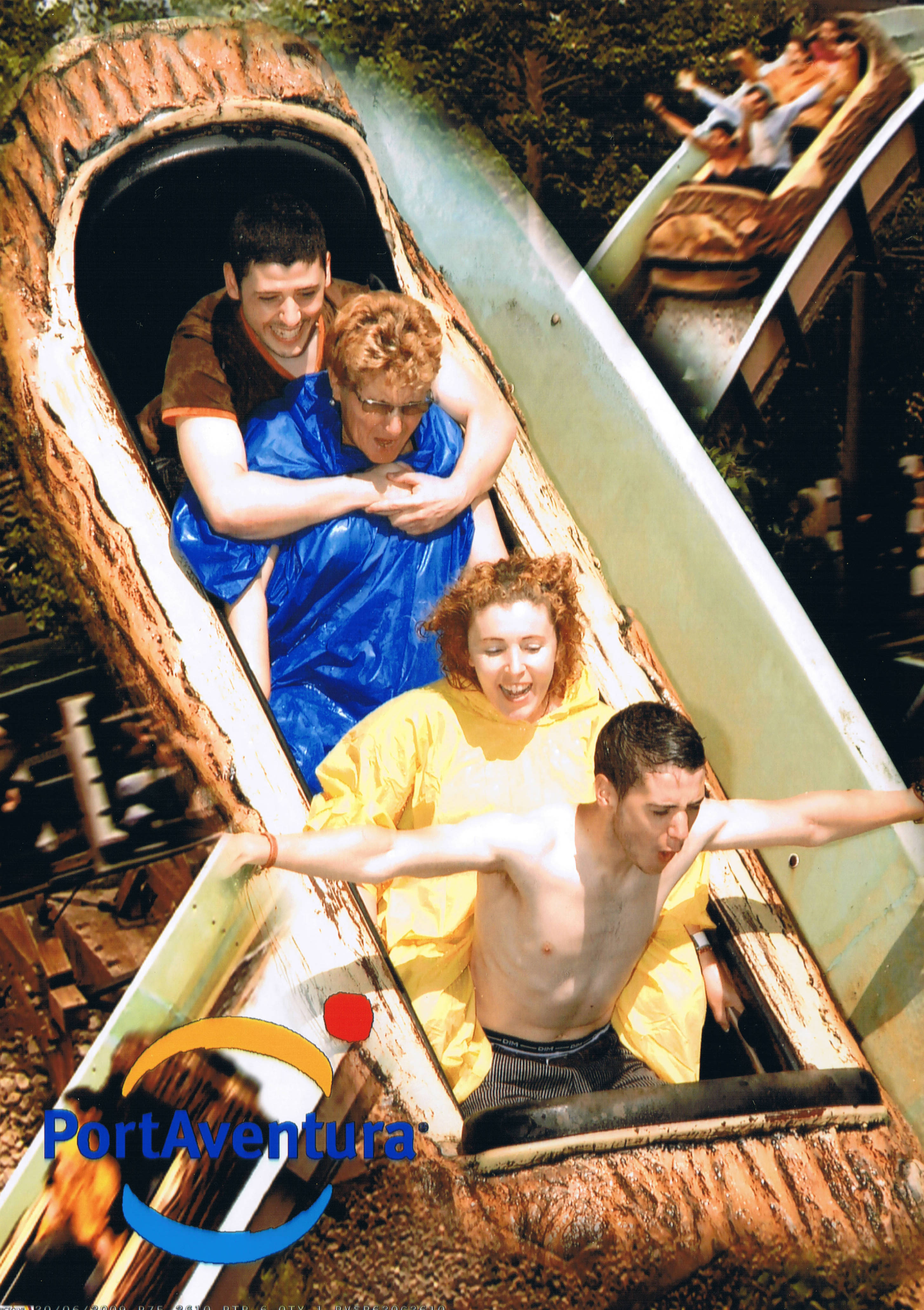
Foto "On Ride" a l'última baixada.
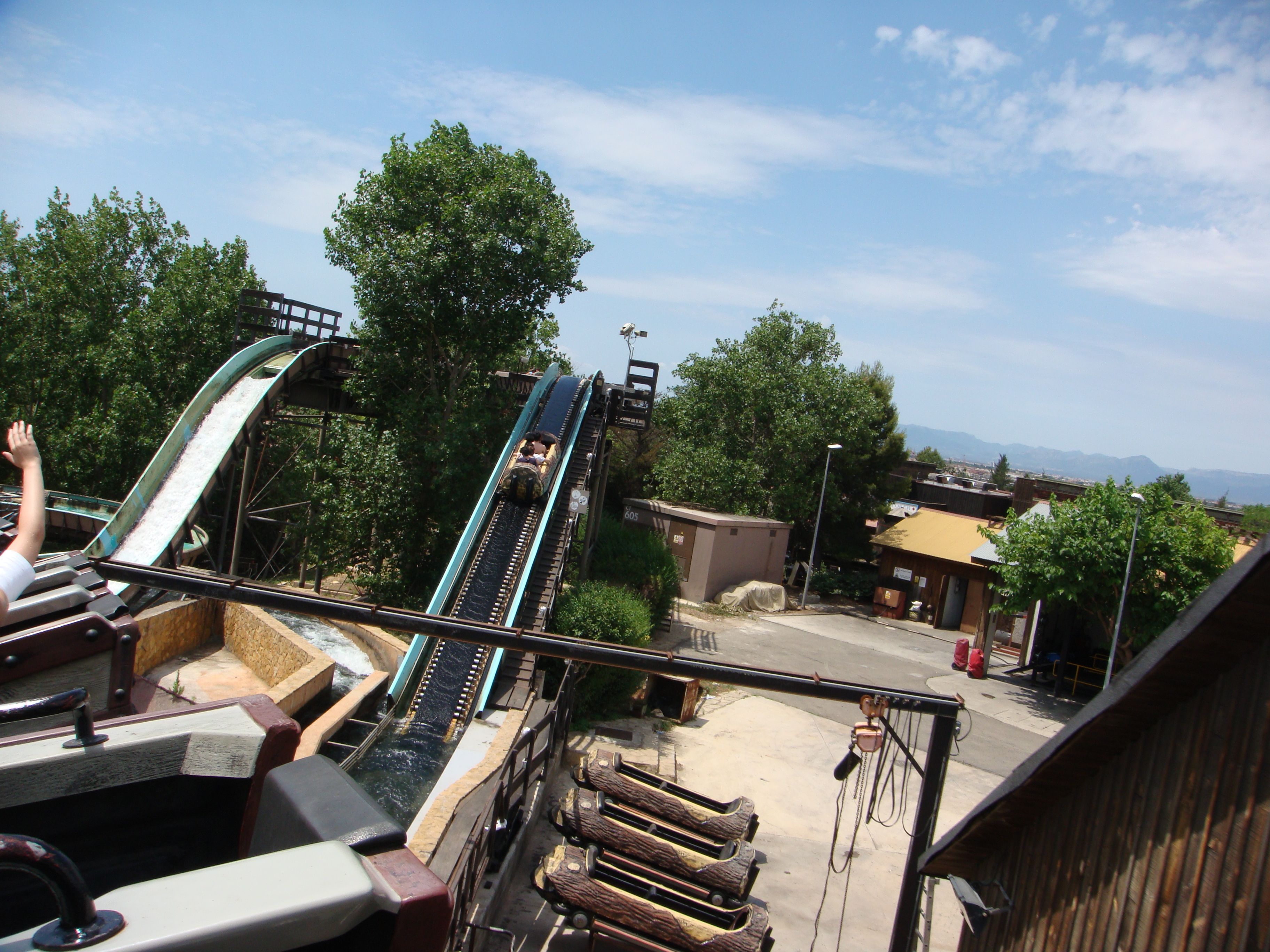
Silver River flume desde El Diablo.
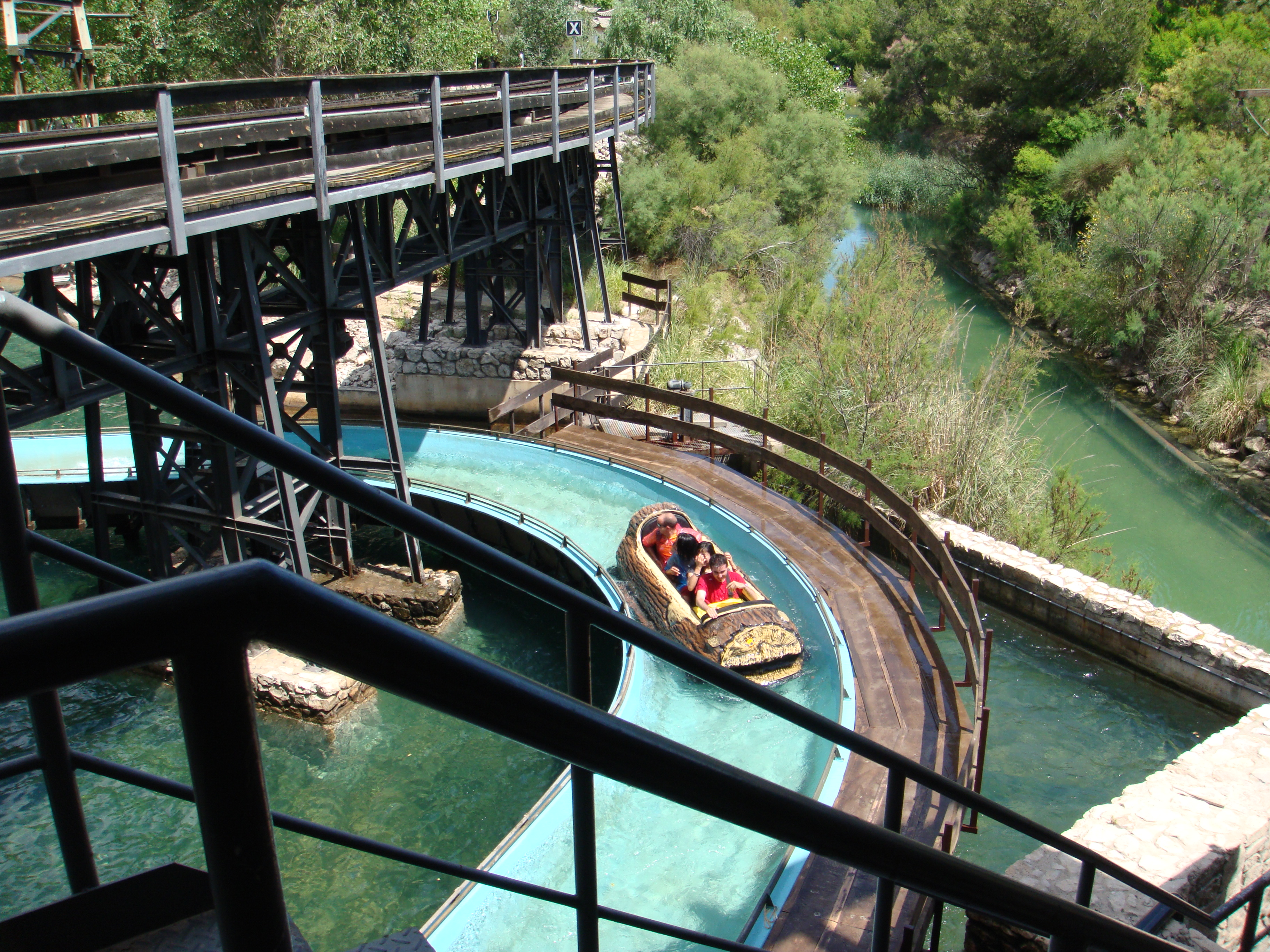
Tronc passant sota les vies del Ferrocarril.
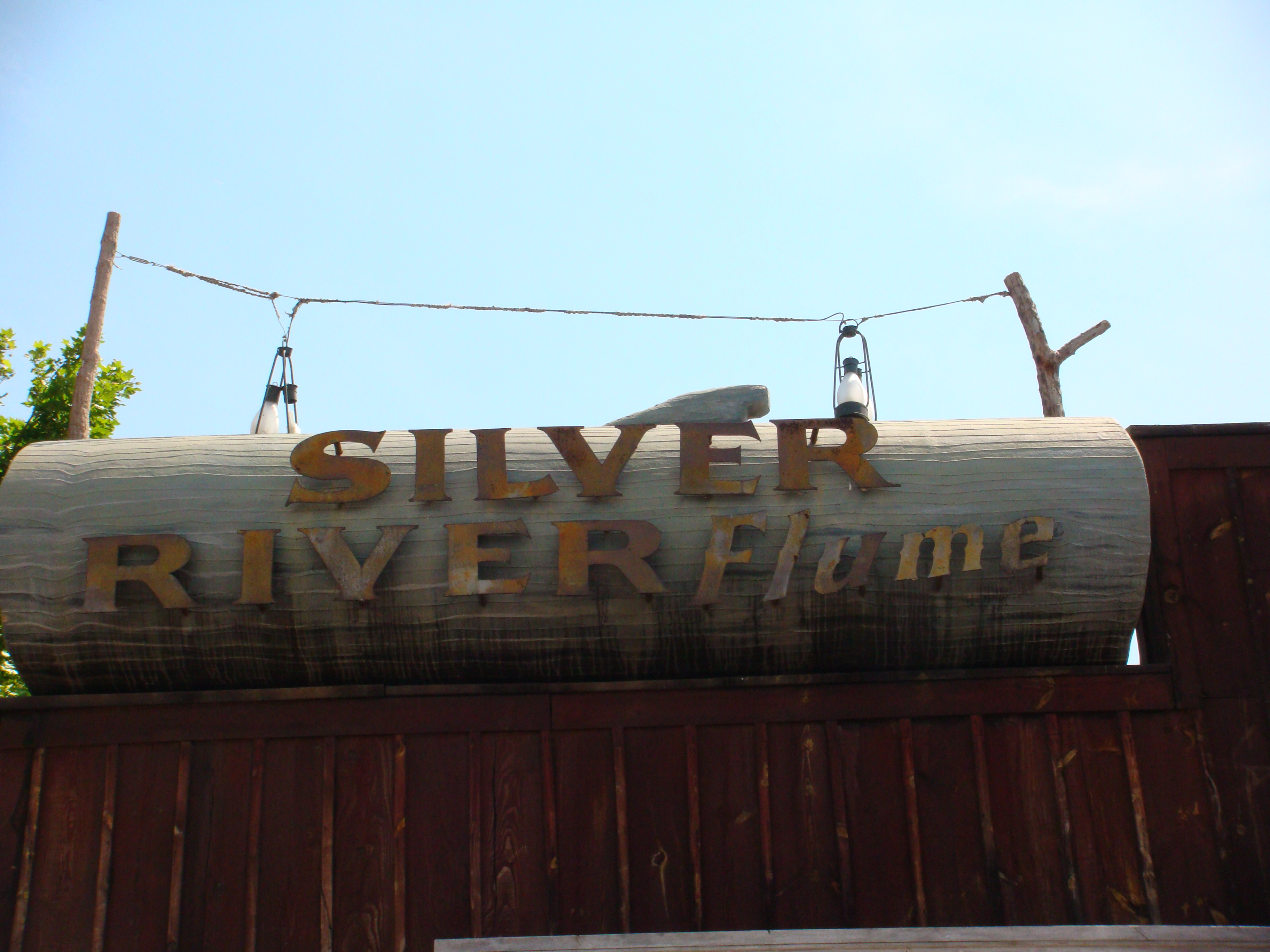
Entrada al Silver River Flume
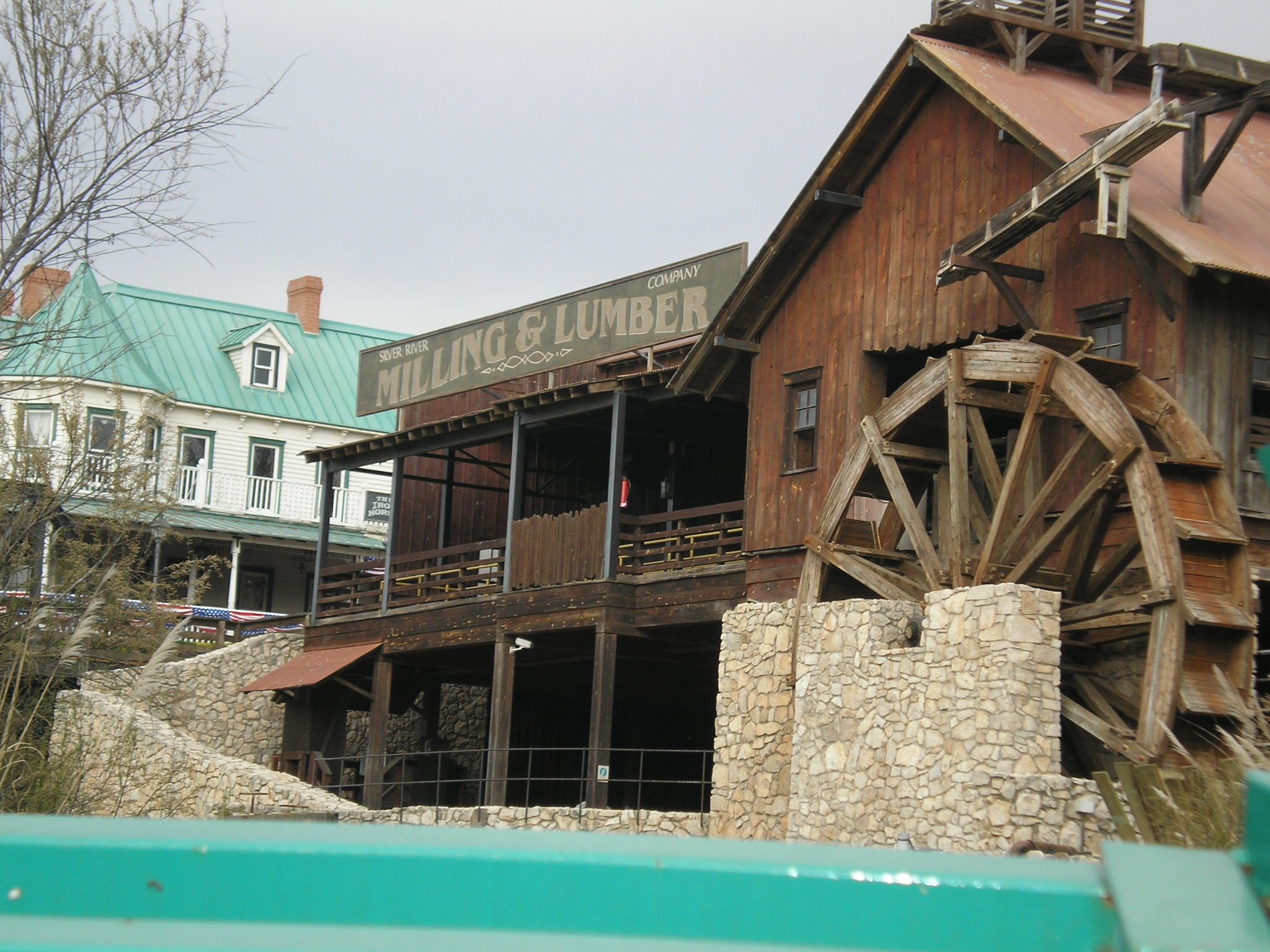
Milling&Lumber Co.
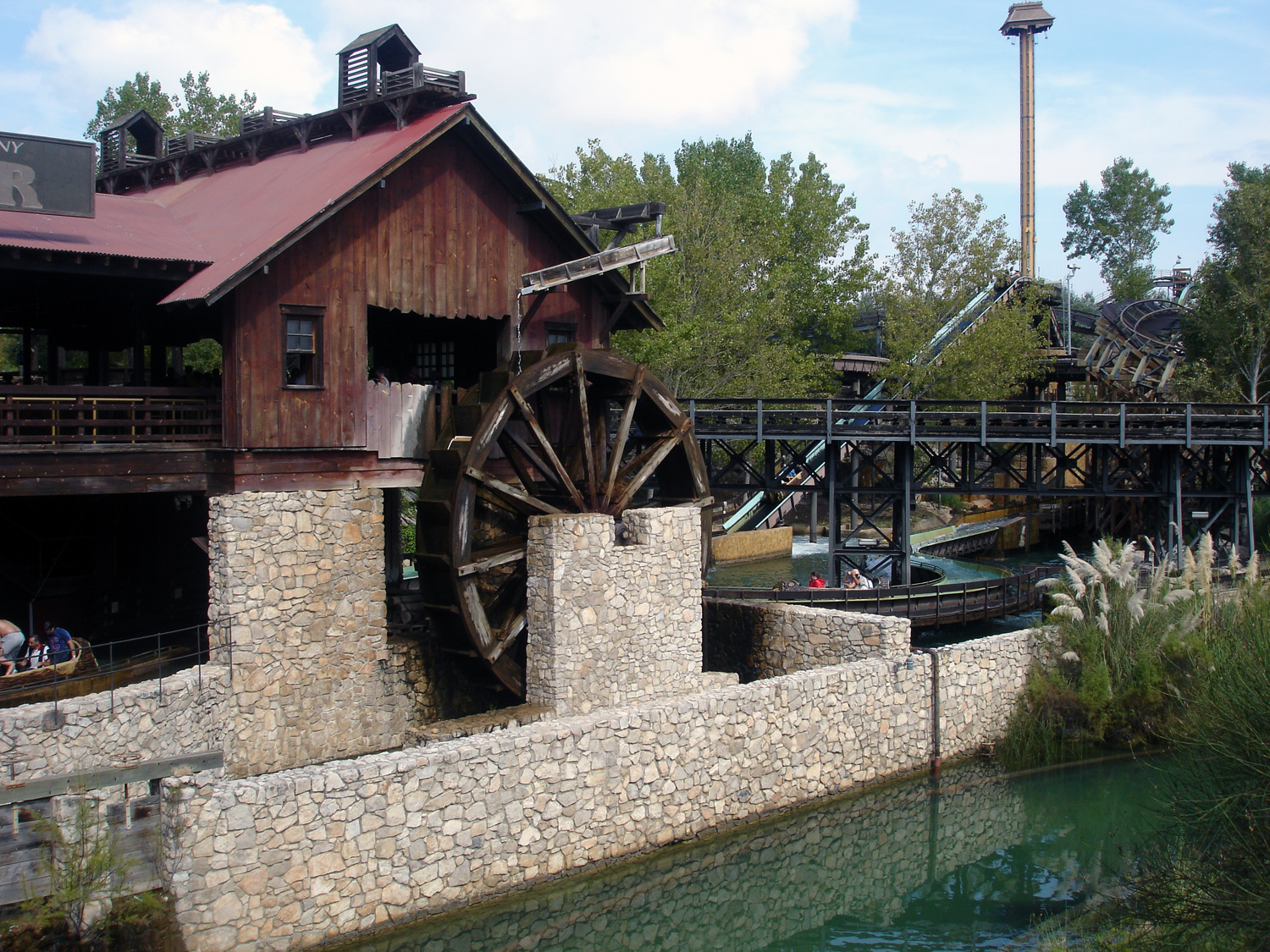
Edifici del Silver River Flume